# Blair Chapman
Blair Douglas Chapman, född 13 juni 1956, är en kanadensisk före detta professionell ishockeyforward som tillbringade sju säsonger i den nordamerikanska ishockeyligan National Hockey League (NHL), där han spelade för Pittsburgh Penguins och St. Louis Blues. Han producerade 231 poäng (106 mål och 125 assists) samt drog på sig 158 utvisningsminuter på 402 grundspelsmatcher.
Chapman spelade också för Salt Lake Golden Eagles i Central Hockey League (CHL) och Saskatoon Blades i Western Canada Hockey League (WCHL).
Han draftades av Pittsburgh Penguins i första rundan i 1976 års draft som andre spelaren totalt.

## Statistik
| 1972–1973   | Kelowna Buckaroos       | BCJHL       | 52  | 31  | 49  | 80  | 80  | —  | —  | —  | —  | —  |
| 1973–1974   | Saskatoon Blades        | WCHL        | 56  | 36  | 28  | 64  | 61  | 5  | 1  | 2  | 3  | 5  |
| 1974–1975   | Saskatoon Blades        | WCHL        | 65  | 41  | 44  | 85  | 92  | 17 | 9  | 9  | 18 | 32 |
| 1975–1976   | Saskatoon Blades        | WCHL        | 69  | 71  | 86  | 157 | 67  | 20 | 24 | 19 | 43 | 21 |
| 1976–1977   | Pittsburgh Penguins     | NHL         | 80  | 14  | 23  | 37  | 16  | 3  | 1  | 1  | 2  | 7  |
| 1977–1978   | Pittsburgh Penguins     | NHL         | 75  | 24  | 20  | 44  | 37  | —  | —  | —  | —  | —  |
| 1978–1979   | Pittsburgh Penguins     | NHL         | 71  | 10  | 8   | 18  | 18  | 7  | 1  | 0  | 1  | 2  |
| 1979–1980   | Pittsburgh Penguins     | NHL         | 1   | 0   | 0   | 0   | 0   | —  | —  | —  | —  | —  |
|             | St. Louis Blues         | NHL         | 63  | 25  | 26  | 51  | 28  | 3  | 0  | 0  | 0  | 0  |
| 1980–1981   | St. Louis Blues         | NHL         | 55  | 20  | 26  | 46  | 41  | 9  | 2  | 5  | 7  | 6  |
| 1981–1982   | St. Louis Blues         | NHL         | 18  | 6   | 11  | 17  | 8   | 3  | 0  | 0  | 0  | 0  |
|             | Salt Lake Golden Eagles | CHL         | 1   | 1   | 0   | 1   | 0   | —  | —  | —  | —  | —  |
| 1982–1983   | St. Louis Blues         | NHL         | 39  | 7   | 11  | 18  | 10  | —  | —  | —  | —  | —  |
|             | Salt Lake Golden Eagles | CHL         | 22  | 17  | 6   | 23  | 20  | 6  | 4  | 3  | 7  | 0  |
| NHL totalt  | NHL totalt              | NHL totalt  | 402 | 106 | 125 | 231 | 158 | 25 | 4  | 6  | 10 | 15 |
| CHL totalt  | CHL totalt              | CHL totalt  | 23  | 18  | 6   | 24  | 20  | 6  | 4  | 3  | 7  | 0  |
| WCHL totalt | WCHL totalt             | WCHL totalt | 190 | 148 | 158 | 306 | 220 | 42 | 34 | 30 | 64 | 58 |